# Николаев, Михаил Ефимович
Михаи́л Ефи́мович Никола́ев (якут. Дьэкиим уола Ньукулаайап Мэхээлэ; 13 ноября 1937, с. Октёмцы, Орджоникидзевский район, Якутская АССР, РСФСР, СССР — 4 августа 2023, Москва, Россия) — советский и российский государственный и политический деятель. Государственный советник Республики Саха (Якутия) с 17 июня 2010 по 15 декабря 2011 и с 31 октября 2016.
Председатель Президиума Верховного Совета Якутской АССР (1989—1990). Председатель Верховного Совета Якутской АССР / Якутской ССР (1990—1991). Первый президент Республики Саха (Якутия) (1991—2002). Председатель правительства Республики Саха (Якутия) (1992—1993). Член Совета Федерации Федерального собрания Российской Федерации — представитель от исполнительной власти Республики Саха (Якутия), Заместитель председателя Совета Федерации Федерального собрания Российской Федерации (2002—2010). Депутат Государственной думы Федерального собрания Российской Федерации VI созыва (2011—2016).

## Биография
Родился 13 ноября 1937 года в Октёмском наслеге Орджоникидзевского района Якутской АССР. Родители: Ефим Фёдорович Николаев, якут, и Мария Михайловна Николаева (девичья фамилия — Козлова), русская.
Трудовую деятельность начал в 1961 году после окончания Омского государственного ветеринарного института в качестве ветеринарного врача в Жиганском районе. Затем перешёл на комсомольскую работу: первый секретарь Жиганского райкома комсомола, заведующий отделом комсомольских органов Якутского обкома комсомола, первый секретарь Якутского городского комитета комсомола.
Член КПСС с 1963 года до её запрещения в августе 1991 года.
С 1969 по 1971 год учился в Высшей партийной школе при ЦК КПСС.
С 1975 по 1979 год — заместитель Председателя Совета Министров ЯАССР.
С 1979 по 1985 год — министр сельского хозяйства республики.
С 1985 по 1989 год — секретарь Якутского обкома КПСС, курировал вопросы агропромышленного комплекса.
В декабре 1989 года был избран Председателем Президиума Верховного Совета ЯАССР.
В апреле 1990 года избран Председателем Верховного Совета республики. Депутат Верховного Совета ЯАССР IX—XI созывов и народный депутат Якутии XII созыва.
20 декабря 1991 года избран первым Президентом Якутии, получив 76,7 % голосов избирателей. 16 января 1992 года М. Е. Николаев одновременно возглавил и правительство республики. 27 декабря 1991 года Якутская-Саха Советская Социалистическая Республика была переименована в Республику Саха (Якутия).
В 1996 году переизбран на второй срок, набрав 58,96 % голосов избирателей.
Член Совета Федерации первого и второго созывов. 28 января 2002 года назначен представителем в Совете Федерации Федерального Собрания Российской Федерации от Правительства Республики Саха (Якутия). Избран заместителем Председателя Совета Федерации. В феврале 2007 года Президент Республики Саха (Якутия) В. А. Штыров вновь назначил М. Е. Николаева представителем Правительства Республики Саха (Якутия) в Совете Федерации. Член Комитета Совета Федерации по социальной политике, член Комиссии Совета Федерации по контролю за обеспечением деятельности Совета Федерации.
В декабре 2011 года избран депутатом Государственной Думы Федерального Собрания Российской Федерации VI созыва от «Единой России». Член комитета Государственной Думы по региональной политике и проблемам Севера и Дальнего Востока.
Решением Главы республики Егора Борисова от 31 октября Михаил Николаев в связи с истечением полномочий депутата Государственной Думы Федерального Собрания Российской Федерации назначен Государственным советником Республики Саха (Якутии).
Также являлся руководителем ряда общественных организаций. Президент Международного общественного движения «Восточное измерение», президент Национального общественного комитета «Российская семья».

## Семья
Жена — Дора Никитична Николаева (девичья фамилия — Сухаринова). У них трое детей (Ольга, Татьяна, Максим), внуки, правнуки.

## Смерть
Скончался 4 августа 2023 года на 86-м году жизни. В связи с этим событием с 5 по 8 августа в республике был объявлен траур. 6 августа в Москве в прошла первая церемония прощания в Зале Олонхо постоянного представительства Якутии при президенте РФ. Среди простившихся с политиком были Валентина Матвиенко и Юрий Трутнев. Была зачитана телеграмма соболезнований от Владимира Путина. 7 августа прошла вторая церемония прощания в Якутском театре оперы и балета им. Д.К. Сивцева. На церемонии, в частности, присутствовали, нынешний и прошлый руководители республики — Айсен Николаев и Вячеслав Штыров. Был похоронен на малой родине, в селе Октёмцы, рядом с могилой матери на участке между Музеем образования Хангаласского улуса и Октёмской Свято-Троицкой церковью.

## Память
По инициативе почётного гражданина Якутии Климента Иванова имя Николаева будет присвоено санаторию «Бэс Чагда» в Одинцовском городском округе.

## Награды и звания
- Орден «Славы и чести» I степени (2022, РПЦ) — во внимание к помощи Русской Православной Церкви в поддержке Якутской епархии и в связи с 85-летием со дня рождения[12]
- Орден «За заслуги перед Отечеством» II степени (2000)
- Орден «За заслуги перед Отечеством» III степени (1996)
- Орден «За заслуги перед Отечеством» IV степени (2008)[13]
- Орден Трудового Красного Знамени (1973)
- Орден Дружбы народов (1986)
- Медаль «В память 1000-летия Казани» (2008)
- Медаль «За доблестный труд. В ознаменование 100-летия со дня рождения В. И. Ленина» (1970)
- Медаль «За строительство Байкало-Амурской магистрали» (1985)
- Орден «Полярная Звезда» (2007)
- Благодарность Президента Российской Федерации (8 мая 2013) — за активную законотворческую деятельность и многолетнюю добросовестную работу[14]
- Благодарность Президента Российской Федерации (12 августа 1996) — за активное участие в организации и проведении выборной кампании Президента Российской Федерации в 1996 году[15]
- Почётная грамота Правительства Российской Федерации (7 ноября 1997) — за большой личный вклад в социально-экономическое развитие Республики Саха (Якутия) и многолетний добросовестный труд[16]
- Звание «Заслуженный работник народного хозяйства ЯАССР» (1987)
- Действительный член Российской Академии социальных наук (1995)
- Действительный член-академик Международной академии информатизации (1995)
- Действительный член Санкт-Петербургской инженерной академии (1997)
- Действительный член Петровской академии наук и искусств (1997)
- Почётный доктор образования Российского государственного педагогического университета им. А. И. Герцена (1997)
- Почётный доктор Университета Куинг Хи, г. Сеул, Республика Корея (1995)
- Почётный доктор Университета Сока, г. Токио, Япония (1998)
- Почётный доктор Санкт-Петербургского государственного университета физической культуры им. П. Ф. Лесгафта (г. Санкт-Петербург) (1999)
- Почётный доктор Российского государственного социального университета[17].
- Почётный профессор Якутского государственного университета (1995)
- Почётный профессор Московского государственного университета (1996)
- Первый лауреат международной премии Эндрю Сейбина «За вклад в сохранение биоразнообразия России» (1996)
- Золотая медаль имени Льва Толстого, присуждаемая Международной ассоциацией детских фондов (1996)
- Памятная золотая медаль Международного олимпийского комитета (1996)
- Большая серебряная именная медаль Российского фонда «Дом Дягилева» (1998)
- Дипломант Союза журналистов России (1996)
- Знак «Шахтерская слава» I степени (1996)
- Памятная медаль имени М. В. Ломоносова (1996)
- Диплом «Человек года», присужденный русским биографическим институтом и редакцией газеты «Кто есть кто в современном мире» (1995)
- «Золотой знак» Национальной общественной премии имени Петра Великого в номинации «Лучшие государственные менеджеры» (2000)
- Международное звание «Человек Тысячелетия» (по решению Международного Биографического Центра в г. Кембридже) (2000)
- Знак Одобрения Экологов Российской Федерации (недоступная ссылка) (2009)
- Почётный гражданин Республики Саха (Якутия) (2002)[18]
- Премия Главы Республики Саха (Якутия) в области сохранения, изучения и развития родных языков имени Семена Андреевич Новгородова в 2023 года (13 февраля 2023) — за неоценимый вклад в развитие государственный и официальных языков в Республике Саха (Якутия)

### Алмаз
Добытый 14 декабря 2001 года на фабрике № 14 Айхальского ГОКа алмаз массой 78,51 карата приказом первого вице-президента, генерального директора АК «АЛРОСА» В. П. Дюкарева от 24 января 2002 года был назван «Президент Михаил Николаев».